# FA Cup 1906/1907
Třicátý šestý ročník FA Cupu (anglického poháru), který se konal od 22. září 1906 do 20. dubna 1907. Celkem turnaj hrálo opět 64 klubů.
Trofej získal klub podruhé v klubové historii Sheffield Wednesday FC, který ve finále porazil obhájce minulého ročníku Everton FC 2:1.